# Fülöp szász–coburg–gothai herceg
Szász-Coburg-Gothai Fülöp (néhol Coburg Fülöp herceg, teljes nevén Fülöp Ferdinánd Mária Ágoston Rafael, Párizs, 1844. március 28. – Coburg, 1921. július 3.) a Szász–Coburg–Gothai-ház Koháry ágából származó német herceg, az Aranygyapjas rend lovagja, cs. és kir. vezérőrnagy, a magyar főrendiház tagja. Jelen volt a mayerlingi tragédia eseményeinél.

## Élete

### Származása, testvérei
Fülöp Ferdinánd Mária Ágoston Rafael szász-koburgi és gothai herceg 1844-ben született Párizsban, a Tuileriák palotájában.
Édesapja August Ludwig Viktor von Sachsen–Coburg–Saalfeld–Koháry német herceg, Szász–Coburg–Gotha hercege (1818–1881), Ferdinand Georg August von Sachsen–Coburg–Saalfeld hercegnek, Szász-Coburg-Gotha hercegének (Herzog von Sachsen, Coburg und Gotha, 1785–1851) és csábrághi és szitnyai Koháry Mária Antónia Gabriella magyar grófnőnek (1797–1862) második fia.
Édesanyja Marie Clémentine Caroline Léopoldine Clotilde d’Orléans francia királyi hercegnő, orléans-i hercegnő (1817–1907) volt, I. Lajos Fülöp francia király (1773–1850) és Mária Amália Terézia nápoly–szicíliai királyi hercegnő (1782–1866) hatodik leánya.
Szülei házasságából öt gyermek született, címük szerint Szász–Coburg–Gothai hercegek és hercegnők (Prinz/Prinzessin von Sachsen, Coburg und Gotha):
- Fülöp Ferdinánd Mária Ágoston Rafael herceg (1844–1921)
- Ludwig August herceg (1845–1907), aki 1864-ben a Bragança-házból való Leopoldina Terézia brazil császári hercegnőt (Infanta de Brasil, 1847–1871), II. Péter brazil császár és Terézia Krisztina Mária nápoly–szicíliai királyi hercegnő leányát vette feleségül.
- Mária Adél Amália Klotild hercegnő (1846–1927), József Károly Lajos osztrák főherceg felesége.
- Marie Luise Amalie hercegnő (1848–1894), aki 1875-ben Miksa Emánuel bajor herceghez (1849–1893), Erzsébet királyné legfiatalabb öccséhez ment feleségül.
- Ferdinand Maximilian herceg (1861–1948), aki 1893-ban a Mária Lujza Pia Bourbon–parmai hercegnőt (1870−1899), I. Róbert parmai herceg leányát, Zita császárné és királyné féltestvérét, majd 1908-ban Eleonore von Reuß zu Köstritz hercegnőt (1860–1917) vette feleségül, és 1908–1918-ig I. Ferdinánd néven bolgár cár volt.

Nagybátyja, II. Ferdinánd portugál király 1836-ban lemondott a Koháry-örökségről, mikor feleségül vette II. Mária portugál királynőt, így a hatalmas Koháry-vagyon Fülöp apjára, Ágost hercegre szállt, ezért a család viselte a Szász-Coburg-Koháry nevet is.

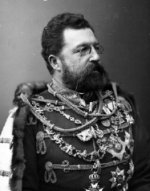
Fülöp herceg 1875-ben

### Életpályája
Gyermekkorát Coburgban töltötte, hamar érdeklődni kezdett a katonaság iránt. Az 1850-es években családja Bécsbe költözött, a nyarakat terjedelmes magyarországi birtokain töltötte. Fülöp herceg Bonnban végzett tanulmányai befejeztével beállt az osztrák hadsereg lovasságába és vértestisztként szolgált Győrben, Siófokon és Székesfehérváron. 1866-ban részt vett a königgratzi csatában, ahol egy golyó átfúrta a sisakját. 1868-ban testvérével, Ludwig August herceggel Braziliába utazott, majd járt Kaliforniában, az Egyesült Államokban és Kanadában. Utazásáról sógorának, József főhercegnek sok, Európában akkor még ismeretlen növényt hozott, melyeket az alcsúti arborétumba helyeztek el. Miután Amerikából hazatért, kisebb utazásokat tett Európában is, még és Izlandra is eljutott. 1872-ben testvérével Föld körüli utazást tett. Szenvedélyes numizmatikus is volt, jelentős gyűjteménnyel rendelkezett és szakcikkeket írt. 
A vértesektől 1870-ben saját kérésére őrnagyi rangban a honvédhuszárokhoz helyezték át, így Magyarországra költözött. Különösen érdeklődött a Magyar Földrajzi Társaság tevékenysége iránt, mely díszelnökké választotta. 1881-ben az Aranygyapjas rend lovagja lett, valamint jogosult lett a Fenség cím használatára. Pest vármegye második legnagyobb virilistája és hazánk egyik legnagyobb vasbánya-birtokosa volt. Tagja volt a Pest vármegyei törvényhatósági bizottságnak és a magyar főrendiháznak. 
Sógora, majd vadásztársa és közeli bizalmasa lett Rudolf trónörökösnek. 1889. január 30-án reggel Hoyos József gróffal és Johann Loschek inassal együtt ő fedezte fel Rudolf és 17 éves szeretője, Maria von Vetsera bárónő holttestét Mayerlingben.

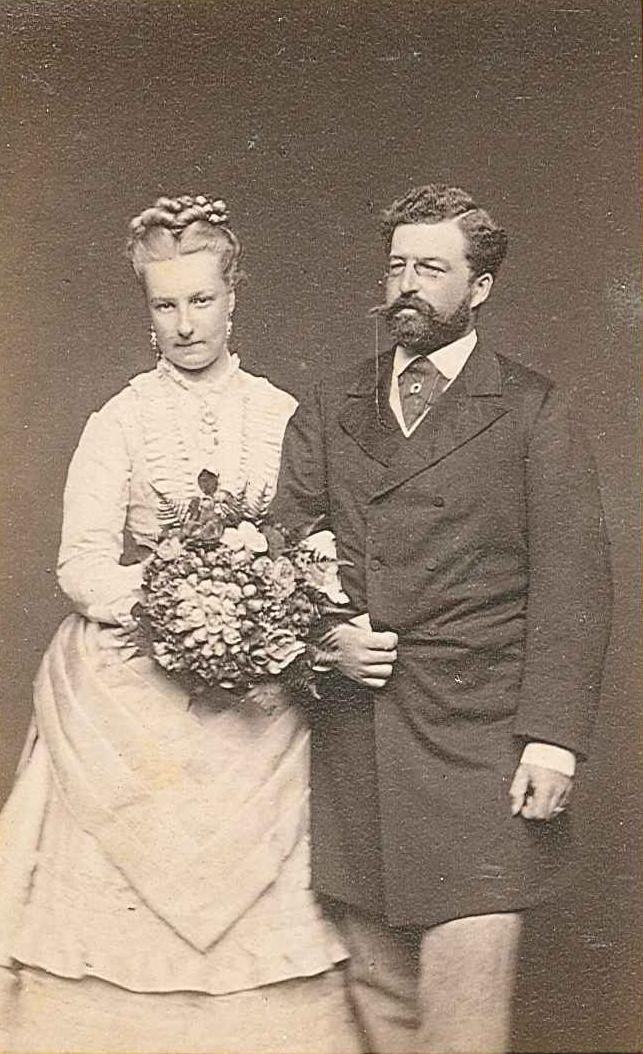
Fülöp herceg és Lujza belga királyi hercegnő 1875-ben

### Házassága, gyermekei
Fülöp herceg 1875. február 4-én Brüsszelben feleségül vette Lujza Mária Amália belga királyi hercegnőt (1858–1924), II. Lipót belga király és Habsburg–Lotaringiai Mária Henrietta belga királyné legidősebb lányát. Házasságukból két gyermekük született:
- Lipót Kelemen Fülöp Ágoston Mária (Leopold Clement Philipp August Maria) (Szentantal, 1878. július 19. – Bécs, 1916. április 27.)
- Dorottya Mária Henrietta Auguszta Lujza (Dorothea Maria Henriette Auguste Louise) (Bécs, 1881. április 30. – Taxis, Württemberg, 1967. január 21.)

Feleségének viszonya volt Fülöp szárnysegédjével, majd gróf Mattachich Gézával (1867–1923), egy fiatal ulánus tiszttel, akivel Fülöp Ferenc József parancsára emiatt még párbajozott is. Lujza 1896-ban elhagyta férjét, végül 1906. január 15-én Gothában kimondták a válást. A hercegnő nem tudta kiegyenlíteni hatalmasra duzzadt adósságait, és váltóhamisításra vetemedett. Külföldre akart szökni, de elfogták, és a nyilvános botrány elkerülése érdekében nem börtönbe, hanem elmegyógyintézetbe zárták.

## Fordítás
- Ez a szócikk részben vagy egészben  a   Prince Philipp of Saxe-Coburg and Gotha című angol Wikipédia-szócikk fordításán alapul.  Az eredeti cikk szerkesztőit annak laptörténete sorolja fel. Ez a jelzés csupán a megfogalmazás eredetét és a szerzői jogokat jelzi, nem szolgál a cikkben szereplő információk forrásmegjelöléseként.
- Ez a szócikk részben vagy egészben  a   Philipp von Sachsen-Coburg und Gotha című német Wikipédia-szócikk fordításán alapul.  Az eredeti cikk szerkesztőit annak laptörténete sorolja fel. Ez a jelzés csupán a megfogalmazás eredetét és a szerzői jogokat jelzi, nem szolgál a cikkben szereplő információk forrásmegjelöléseként.